# Ferula fedtschenkoana
Ferula fedtschenkoana är en flockblommig växtart som beskrevs av Koso-pol. Ferula fedtschenkoana ingår i släktet stinkflokesläktet, och familjen flockblommiga växter. Inga underarter finns listade i Catalogue of Life.